# 7 donne per una strage
7 donne per una strage (Las 7 magnificas) è un film western del 1966 diretto da Rudolf Zehetgruber (con lo pseudonimo di Cehett Grooper), Gianfranco Parolini e Sidney W. Pink.

## Trama
Sette donne sono le uniche sopravvissute ad una strage nella carovana commessa da apache, ma devono attraversare il deserto a piedi per sfuggire agli indiani che danno loro la caccia.